# Felice Bisleri
Felice Bisleri (Gerolanuova, 30 novembre 1851 – San Pellegrino Terme, 17 settembre 1921) è stato un patriota, chimico e imprenditore italiano, inventore del Ferro China Bisleri.

## Biografia
È nato il 30 novembre 1851 a Gerolanuova (Pompiano), in provincia di Brescia. Nel 1866, con lo scoppio della terza guerra di indipendenza, all'età di soli 14 anni, fuggì di casa per arruolarsi nel Corpo Volontari Italiani di Giuseppe Garibaldi impegnato nell'invasione del Trentino.

Fu decorato della medaglia d'argento al Valor Militare per essersi distinto nella battaglia di Bezzecca del 21 luglio 1866, dove continuò a combattere pur essendo ferito a una spalla.
Visse a lungo a Milano dove tentò vari mestieri, prima di intraprendere la professione di chimico autodidatta e industriale nel settore idrominerale e termale.
Deve la propria fama e fortuna, oltre che alla vita avventurosa, all'invenzione del liquore ricostituente "Ferro-China", divenuto celebre e commercializzato in tutto il mondo, per aver fondato l'azienda Acqua minerale Nocera Umbra e per aver perfezionato l'esanofele, un farmaco a base di chinino, arsenico e ferro, contro la malaria.
Fondò l'azienda Bisleri, distributrice di acque in bottiglia in India.
Vedovo da appena un mese, morì a San Pellegrino Terme il 17 settembre 1921.
Dopo la sua morte, alcune città, tra cui Roma, Milano e Nocera Umbra, hanno intitolato vie e luoghi pubblici in sua memoria. Dalla moglie Giuseppa Solari, detta Giuseppina, ebbe un figlio maschio, Ferruccio, che morì un anno prima di lui, e le due figlie Olga, sposata ad Oreste Bordoni, industriale delle Vetrerie, e Cornelia, sposata con Carlo Della Beffa. Suo nipote fu il pilota dell'aeronautica Franco Bordoni Bisleri.